# Magnus Fredriksson (brottare)
Stig Magnus Ingemar Fredriksson, född 28 januari 1960 i Falköping, är en svensk brottare och olympier.
Fredriksson startade sin karriär i Falköpings atlet och brottarklubb. Han vann sex raka SM-guld i grekisk-romersk stil mellan 1986 och 1991 samt Nordiska mästerskapen 1986 och 1987. Fredriksson tog även silver vid Europamästerskapen 1992, brons vid Världsmästerskapen 1986 och 1989 samt brons i World Cup 1985 och 1990. Vid olympiska sommarspelen 1988 kom han på en sjätteplats och vid olympiska sommarspelen 1992 på en fjärdeplats.